# Cameron (nome)
Cameron  è un nome proprio di persona inglese e gaelico scozzese maschile e femminile.

## Varianti
Inglese
- Maschili: Kameron[1], Camron[1]
  - Ipocoristici: Cam[1], Kam[1]
- Femminili: Camryn[1], Kamryn[1]
  - Ipocoristici: Cam[1]

## Origine e diffusione
È una ripresa del cognome scozzese Cameron; è composto dagli elementi gaelici camm ("storto", "sbilenco") e sròn ("naso"), quindi significato "[dal] naso storto".

## Onomastico
Il nome è adespota, ovvero non è portato da alcun santo. L'onomastico si può festeggiare il 1º novembre, giorno di Ognissanti.

## Persone

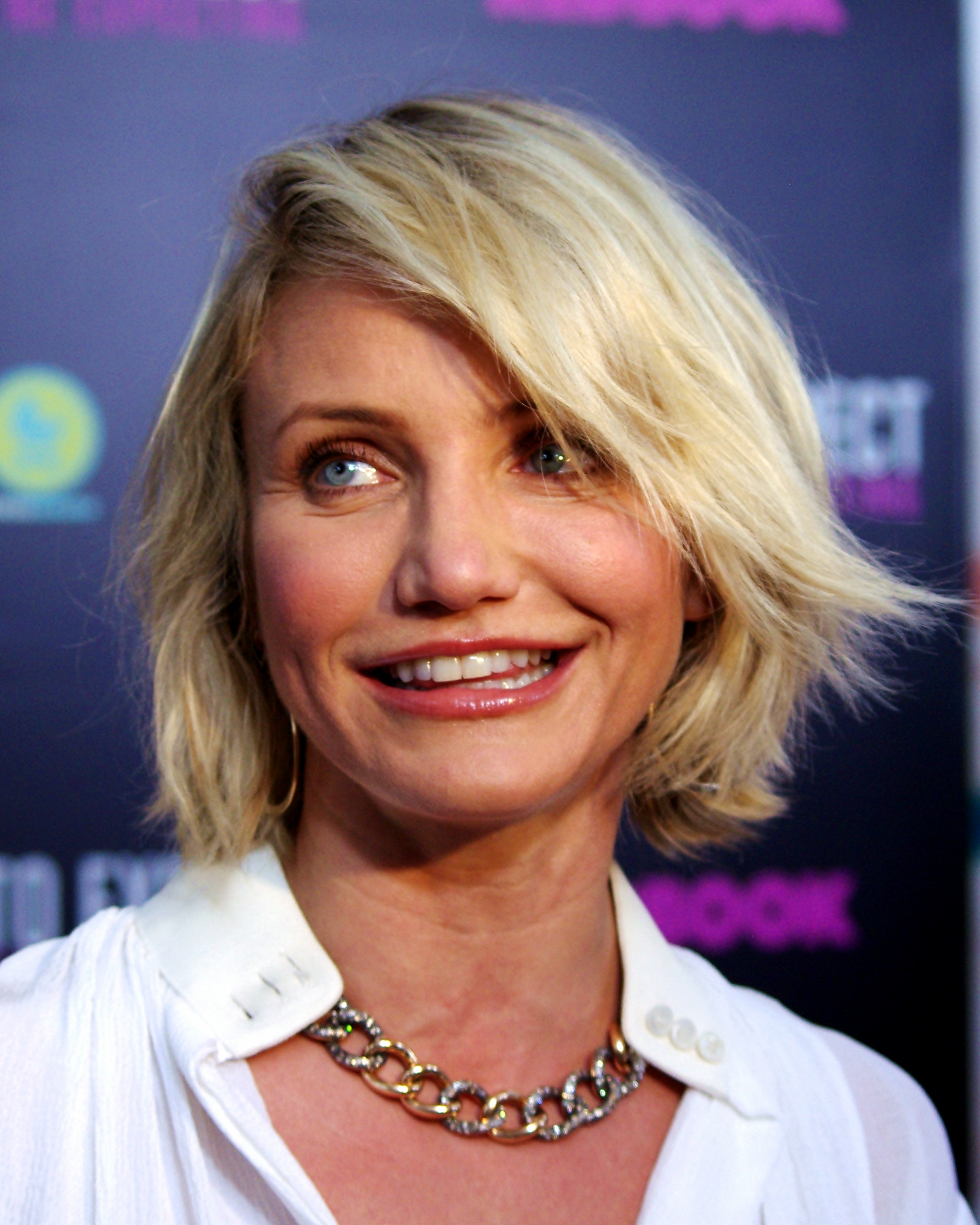
Cameron Diaz

### Femminile
- Cameron Diaz, attrice statunitense
- Cameron Richardson, attrice statunitense

### Maschile

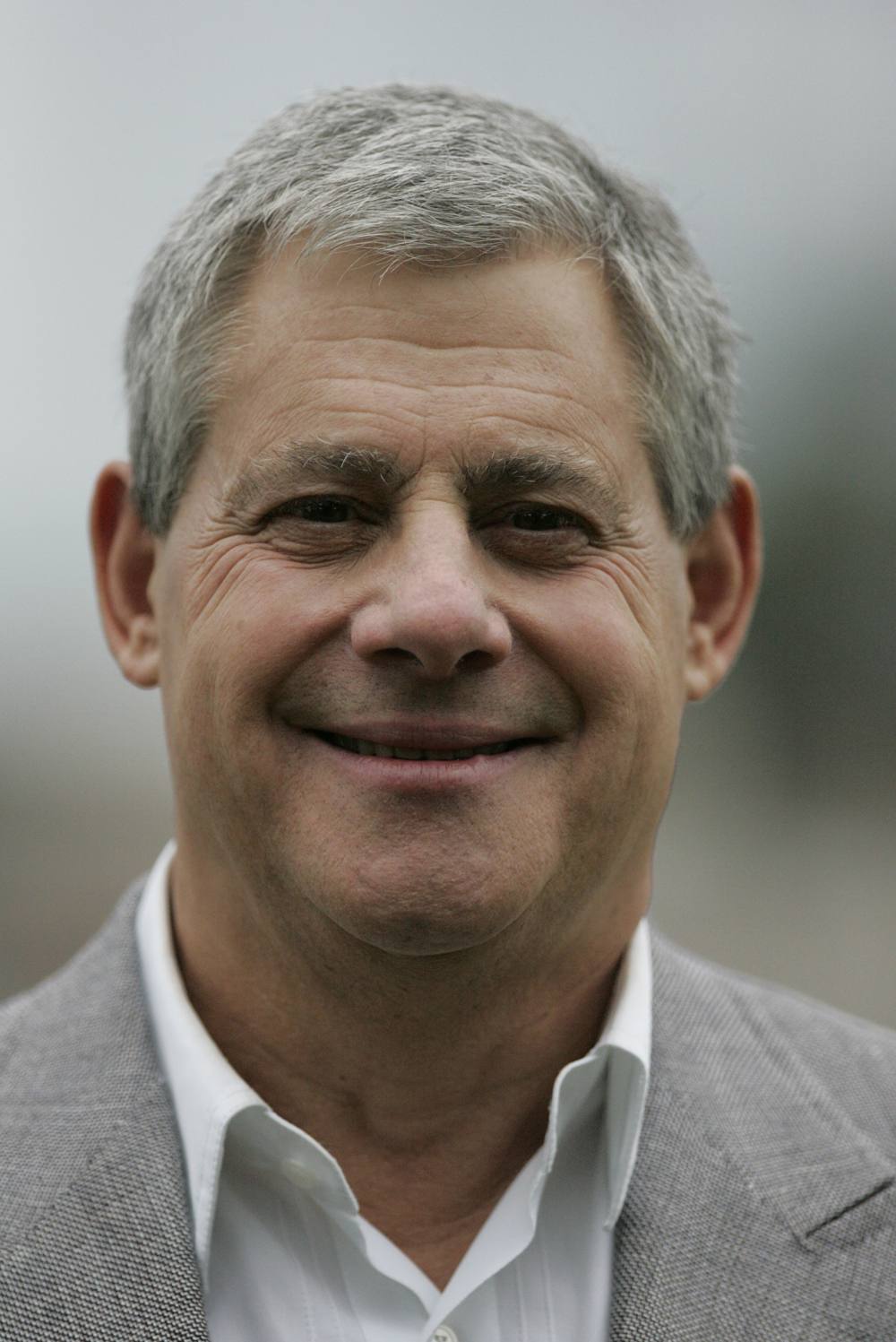
Cameron Mackintosh

- Cameron Boyce, attore e ballerino statunitense
- Cameron Bright, attore canadese
- Cameron Crowe, regista, sceneggiatore, produttore cinematografico e attore statunitense
- Cameron Dallas, youtuber, attore e modello statunitense
- Cameron Mackintosh, produttore teatrale e impresario teatrale britannico
- Cameron Meyer, pistard e ciclista su strada australiano
- Cameron Mitchell, attore statunitense
- Cameron Monaghan, attore statunitense
- Cameron Wake, giocatore di football americano statunitense
- Cameron Wurf, canottiere e ciclista su strada australiano

### Variante femminile Camryn
- Camryn Grimes, attrice statunitense
- Camryn Manheim, attrice statunitense

### Variante maschile Kameron

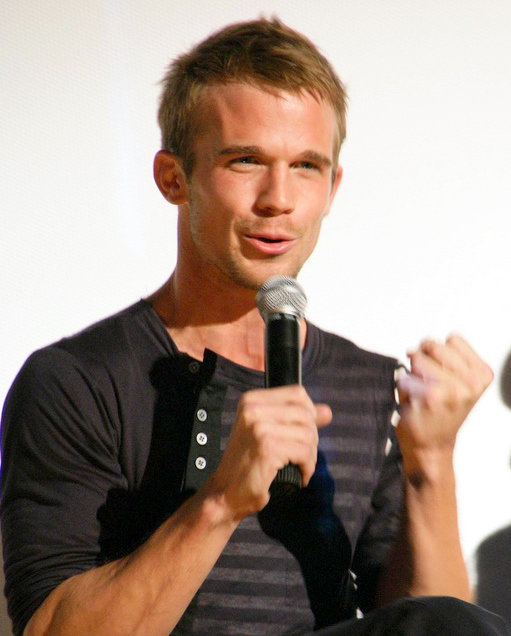
Cam Gigandet

- Kameron Gray, cestista statunitense

### Variante maschile Cam
- Cam Clarke, doppiatore e cantante statunitense
- Cam Fowler, hockeista su ghiaccio canadese naturalizzato statunitense
- Cam Gigandet, attore statunitense
- Cam Johnson, giocatore di football americano statunitense
- Cam Newton, giocatore di football americano statunitense
- Cam Pipes, cantante canadese
- Cam Ward, hockeista su ghiaccio canadese
- Cam Ward, giocatore di football americano statunitense
- Cam Weaver, calciatore statunitense

### Variante maschile Kam
- Kam Chancellor, giocatore di football americano statunitense
- Kam Lee, cantante statunitense
- Kam Wu-seong, attore sudcoreano

## Il nome nelle arti
- Cameron è un personaggio della serie animata A tutto reality.
- Cameron è un personaggio della serie animata Pokémon.
- Camryn Barnes è un personaggio della serie televisiva Twitches - Gemelle streghelle.
- Cameron "Cam" Briel è un personaggio della serie di romanzi Fallen, scritti da Lauren Kate.
- Cameron Mitchell è un personaggio della serie televisiva Stargate SG-1.
- Cameron Phillips è un personaggio della serie televisiva Terminator: The Sarah Connor Chronicles.
- Cameron Post è un personaggio del film del 2018 La diseducazione di Cameron Post.
- Cameron Poe è un personaggio del film del 1997 Con Air.
- Kam Solusar è un personaggio dell'universo di Guerre stellari.